# 2008年北京オリンピックのケニア選手団
2008年北京オリンピックのケニア選手団（2008ねんペキンオリンピックのケニアせんしゅだん）は、2008年8月8日から8月24日にかけて中国の北京を主として開催された2008年北京オリンピックのケニア選手団、およびその競技結果。

## 概要
今大会は金メダル6個、銀メダル4個、銅メダル6個の合計16個のメダルを獲得した。

## メダル
| メダル | 選手名                                 | 競技 | 種目          |
| ------ | -------------------------------------- | ---- | ------------- |
| 金     | ウィルフレッド・ブンゲイ               | 陸上 | 男子800m      |
| 金     | アスベル・キプロプ                     | 陸上 | 男子1500m     |
| 金     | サムエル・ワンジル                     | 陸上 | 男子マラソン  |
| 金     | ブライミン＝キプロプ・キプルト         | 陸上 | 男子3000m障害 |
| 金     | パメラ・ジェリモ                       | 陸上 | 女子800m      |
| 金     | ナンシージェベット・ラガト             | 陸上 | 女子1500m     |
| 銀     | エリウド・キプチョゲ                   | 陸上 | 男子5000m     |
| 銀     | ジェネス・ジェプコスゲイ               | 陸上 | 女子800m      |
| 銀     | キャサリン・ヌデレバ                   | 陸上 | 女子マラソン  |
| 銀     | ユーニス・ジェプコリル                 | 陸上 | 女子3000m障害 |
| 銅     | アルフレッド・キーワ・イエゴ           | 陸上 | 男子800m      |
| 銅     | エドウィン・チェルヨト・ソイ           | 陸上 | 男子5000m     |
| 銅     | ミカ・コーゴ                           | 陸上 | 男子10000m    |
| 銅     | リチャード・キプケンボイ＝マテーロング | 陸上 | 男子3000m障害 |
| 銅     | シルビア・キベト                       | 陸上 | 女子5000m     |
| 銅     | リネット・マサイ                       | 陸上 | 女子10000m    |